# Command & Conquer: Tiberian Sun
Command & Conquer: Tiberian Sun, eller Tiberian Sun, är fortsättningen på Command & Conquer. Spelet tar plats ungefär 30 år efter Command & Conquer, än en gång krigar Global Defense Initiative och Brotherhood of Nod. Spelet introducerar en ny spelmotor. Spelet har fått expansionspaketet Firestorm.
Spelet inklusive expansionen finns nu att ladda hem gratis ifrån Command & Conquers hemsida.

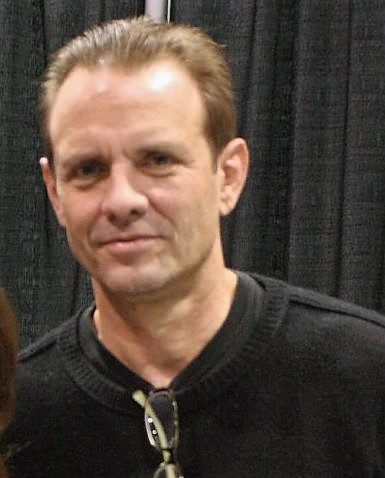
Michael Biehn spelar befälhavaren Michael McNeil.

## Handling
Sedan det första Tiberiumkriget (Command & Conquer) har Nod varit uppdelat i en mängd olika fraktioner. Den största av dem kontrolleras av general Hassan, en marionett som kontrolleras av GDI. Jorden har börjat lida mer av spridningen av tiberium, som lett till att både klimatet, växter och djur påverkats eller muterats. GDI:s högsta ledning har flyttats till rymdstationen Philadelphia, som kretsar kring jorden.

### GDI
I GDI-kampanjen tar spelaren rollen som befälhavaren Michael McNeil (spelad av Michael Biehn) som kallas in i tjänst av general James Solomon (spelad av James Earl Jones) efter att Kane, som troddes vara död sedan det första Tiberiumkriget, plötsligt visar sig. Under kampanjen får spelaren ta order från general Solomon för att än en gång besegra Nod och Kane. GDI allierar sig även med The Forgotten, en grupp muterade människor, vars ledare innehar stora kunskaper om tiberium och dess egenskaper. Kampanjen avslutas med att spelaren belägrar Nods tempel i Sarajevo. Ännu en gång tror man att Kane är död.

### Nod
I Nod-kampanjen tar spelaren rollen som Anton Slavik (spelad av Frank Zagarino), som ska bli avrättad på order av general Hassan. I sista stund räddas han dock av en grupp som är lojala mot Kane. Under första delen av kampanjen jagar man rätt på och tillfångatar general Hassan. När Slavik sedan ska avrätta Hassan visar sig Kane för brödraskapet och alla fraktioner enas under honom. I resten av kampanjen tar man order av Kane och kampanjen avslutas med att en mängd ICBMs avlossas mot Philadelphia, som förstörs. Efter detta förkunnar Kane för världens befolkning att "En ny era närmar sig", varpå han avlossar en missil som exploderar i atmosfären och transformerar jorden på något oförklarat vis. Kane verkar skenbart ha uppnått sin mästerplan.

## Mottagande
Recensioner från olika medier i urval:
- Gamespot: 7.9 [2]
- IGN: 8.0 [3]
- PC Gamer: 92/100[4]